# Joan Baptista Coye

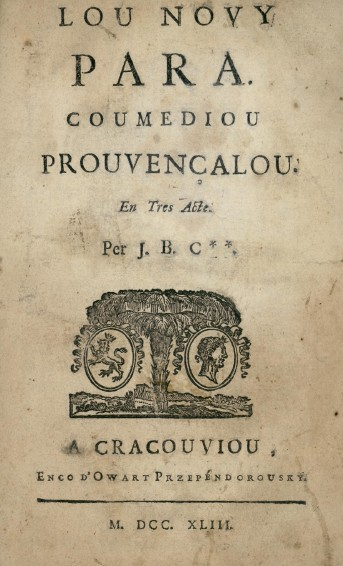
Portada de l'edició original de Lo Nòvi parat

Joan Baptista Coye (en francés Jean-Baptiste Coye; Mouriès, el 6 de juny de 1711 - el 17 de febrer de 1771) fou un escriptor provençal de llengua occitana. És l'autor, entre altres coses, d'una comèdia de 1743 titulada Lou Nòvi parat i també d'un poema prou famós : Lo Désir. Coye és esmentat dins l'antologia d'Achard (entitulada Lo Boquet provençau com un dels majors escriptors provençals del segle xviii.

## Edicions
- Oeuvres complète de J. B. Coye en vers provençaux. Arles : Mesnier, 1829.
- Lou Bouquet Prouvençaou. Marsella : Achard, 1823.